# Млынка
Млынка (бел. Млынка) — деревня в Слуцком районе Минской области Беларуси. Относится к Беличскому сельсовету. Находится в 10 км от Слуцка и 16 км от Солигорска.

## История
Название произошло от слова "млын" (белор. мельница), жители поселения мололи муку на мельнице. До 1924 года Млынка относилась к Царевской волости Слуцкого уезда.
В начале XX в. застенок Млынка Большая (белор. Млынка Вялікая), 25 дворов, 294 жителей и застенок Млынка Малая, 23 двора, 227 жителей. На 1 января 1998 года в деревне Млынка было 45 дворовов, 72 жителя.